# Олександр Маленький
«Олександр Маленький» — спільний радянсько-німецький художній фільм про Німецько-радянську війну, знятий у 1981 році режисером  Володимиром Фокіним. Знятий на  Кіностудії ім. М. Горького.

## Сюжет
В основі фільму лежить справжній факт; прототипом головного героя фільму, Ігоря Цвєтова, став радянський літературознавець Олександр Димшиц, у 1945—1949 роках — начальник відділу культури в Управлінні пропаганди Радянської військової адміністрації в Німеччині (Сваг).
Травень 1945 року. На звільненій території Німеччини протягом двох днів радянські солдати успішно проводять операцію з порятунку дитячого будинку від нападу вервольфовців. Спільно з співробітницею газети Тессою Тенцер солдати беруть участь в організації дитячого будинку. Одного разу в дитячий будинок німецькі біженці підкидають тільки що народженого немовляту. Радянські солдати дають малюкові ім'я — Олександр Маленький.

## У ролях
- Борис Токарєв —  Ігор Цвєтов, капітан
- Юрій Назаров —  Василь Акимич Хрищанович, старшина з Мінська
- Михайло Кокшенов —  Курикін, рядовий, шофер
- Олаф Шнайдер —  Пінзель, вихованець дитячого будинку
- Уте Любош —  Тесса Тенцер, співробітниця і перекладачка в редакції газети
- Геррі Вольф —  Хюбнер, бургомістр, директор дитячого будинку, колишній в'язень концтабору
- Вальфріде Шмітт —  Фрідель, годувальниця дитячого будинку
- Микола Скоробогатов —  Русанов, полковник
- Олаф Боддойч —  Петер, брат Ірмгард, сирота
- Яна Ленц —  Ірмгард, сестра Петера, сирота
- Бріт Бауманн —  Марта, вихованка дитячого будинку
- Штефан Март —  Ралле, вихованець дитячого будинку
- Андреас Гутовскі —  Фелікс, вихованець дитячого будинку
- Герд Міхель Хеннеберг —  Людвіг
- Харальд Вармбрунн —  Флехзіг, заможний німець-бюргер

## Знімальна група
- Автори сценарію:
  - Валентин Єжов
  -  Володимир Фокін
  - Інгебург Кретчмар
- Режисер:  Володимир Фокін
- Оператор:  Сергій Філіппов
- Композитор:  Едуард Артем'єв
- Художник: Еріх Крюльке
- Диригент:  Олександр Петухов
- Директора картини:  Аркадій Кушлянський, Дітмар Ріхтер